# Трг учитеља Тасе (Ниш)
Трг Учитеља Тасе је градски трг који се налази у Нишу.

## Положај трга
Трг Учитељ Тасе представља сквер испред основне школе Учитељ Таса и саобраћајни везни простор између Рајићеве Улице и Хајдук Вељка. Трг се налази у ширем центру града и по фреквенцији како моторног, тако и пешачког саобраћаја, један је од најмирнијих тргова у Нишу.

## Опис трга
Има углавном правилан правоугаони облик, једино је сквер испред школе кружног облика, чиме је преузео и функцију кружног тока. У средини сквера налази се биста Учитељ Тасе, која је и централни репер трга. Са северне стране трг је дефинисан стамбеним зградама, са запада улицом Рајићевом и школом, са истока улицом Хајдук Вељка, а са југа стамбеном зградом као и старим приземним кућама. Унутрашњи део трга, као и сквер, је озелењен, са комбинацијом високог и ниског растиња.

## Историја
У време Турака, као и у првим деценијама након ослобођења, овај простор је представљао ливаду на југоисточној периферији. На западу су се налазила два сокака који су крајем 19. века добили назив Рајићева и Кастриотова улица. Између ових улица налазио се још један сокак, који је преграђен након Другог светског рата. Јужно од овог простора налазиле су се чаирске ливаде и баште. Улица Хајдук Вељка представљала је пољски пут и заједно са насипом представљала је источну границу града. 1863. година је веома битна за развој овог краја, али и за читав град. Уз велику новчану донацију Митад паше, владике Калиника и великог броја грађана, подигнута је на западном делу трга основна школа, као једна од највећих и најлепших зграда у то време у Нишу. Новембра 1878. године, у овој згради је одржано прво заседање Народне скупштине Србије у којој су учествовали и посланици из новоослобођених крајева.
Зграда је временом оронула, и коришћена је повремено за разне школске потребе, док је 1935. године поред ње изграђена нова основна школа која је добила име Свети Сава. Изградњом нове школе и уређењем сквера пред њом, формиран је трг. Након Другог светског рата, трг је добио назив Трг Лале Николић, по Даници-Лали Николић, члану месног комитета у КПЈ у Нишу. Стара зграда школе је срушена, док је новој дозидан још један спрат и промењено јој је име у "Основна школа Учитељ Таса". Школа је ово име задржала до данас.
Седамдесетих година ХХ века, на месту Кастриотове улице дозидане су две стамбене вишеспратнице, чиме су контуре трга и са те стране дефинисане. Истовремено је на источној страни трга постављена бензинска пумпа. Задњих година са јужне стране је изграђена још једна стамбена зграда, док су поред ње опстале старе приземне и једноспратне куће. Недавно је тргу промењен назив у трг Учитељ Тасе.